# Камса
Ка́мса или Канса (санскр. कंस, IAST: Kaṃsa) — в индийской мифологии брат Деваки и правитель царства Вришни в его столице городе Матхуре. Отцом Камсы был царь Уграсена, а матерью — царица Падмавати.
Потворствуя своим амбициям и следуя совету своего наперсника царя Банасуры, Камса решает бросить своего отца Уграсену в тюрьму и провозгласить себя царём Матхуры. Затем, по совету другого своего доверенного лица Чануры, Камса принимает решение жениться на двух дочерях лучшего друга Банасуры — царя Магадхи Джарасандхи, которых звали Асти и Прапти.
На самом деле, Камса не был биологическим сыном Уграсены. В «Бхагавата-пуране» описывается как демон, пролетавший над городом Матхура, увидев неотразимую красоту Падмавати принял форму Уграсены и соблазнил её, в результате чего у Падмавати родился Камса. Большую часть своей жизни Камса не ведал об этом.
Во время свадьбы Камсы в Матхуре, Джарасандха привёл свою армию как эскорт принцесс Асти и Прапти. Воспользовавшись силой этой армии Магадхи, Камса сверг с престола своего отца и заключил его в тюрьму после того как тот отказался добровольно уступить власть. Всё это произошло в пределах царского дворца и населению не сообщили, почему Уграсена не появлялся на публичных церемониях. Вскорости Камса объявил о своей коронации.
После того как Камсе сделали пророчество о том, что он погибнет от руки восьмого сына своей сестры Деваки, он заключил в тюрьму Деваки и её мужа Васудеву и оставил их в живых только при том условии, что они будут отдавать ему всех своих новорожденных младенцев. После того как Камса убил первых шесть детей, Деваки забеременела в седьмой раз. Её седьмой ребёнок Баларама не разделил участи всех остальных и был спасён, будучи чудесным образом перенесён из чрева Деваки в чрево второй жены Васудевы Рохини, которая в то время находилась на свободе. Восьмым ребёнком Деваки и Васудевы родился Кришна. Кришна также был спасён от гнева Камсы и взращён четой пастухов из деревеньки Гокула по имени Нанда и Яшода. Когда Кришна подрос, он убил Камсу.